# Pamphylien
Le pamphylien est un dialecte du grec ancien peu attesté qui était parlé en Pamphylie, sur la côte sud de l'Asie Mineure. Ses origines et ses relations avec d'autres dialectes grecs sont incertaines, bien qu'un certain nombre de chercheurs aient proposé des isoglosses avec l'arcadochypriote. C'est le seul dialecte de l'époque classique qui n'utilisait pas d'articles, ce qui suggère qu'il s'est séparé très tôt des autres dialectes. Certaines de ses caractéristiques distinctives reflètent un contact linguistique potentiel avec les langues anatoliennes parlées à proximité.

## Corpus textuel
Le pamphylien est connu par environ 300 inscriptions, la plupart d'entre elles provenant de la ville pamphylienne d'Aspendos. Presque toutes sont courtes et funéraires et ne contiennent que des noms. Des graffitis pamphyliens donnant des noms uniques ont également été trouvés à l'étranger, en Égypte (Abydos) et à Délos. La plus longue inscription est un décret de 36 lignes d'Aspendos, analysé pour la première fois en détail en 1880 par William M. Ramsay. Les inscriptions sont datées du cinquième siècle avant J.-C. à la période romaine, la plupart d'entre elles datant du deuxième siècle avant J.-C. Les pièces de monnaie émises par les villes pamphyliennes portent également cette écriture. Une trentaine de mots pamphyliens simples sont connus grâce aux gloses données par Hésychios, Eustathe et l'Etymologicum Magnum.

## Alphabet et prononciation
La Pamphylie possédait un alphabet local différent, probablement emprunté à d'autres alphabets grecs. L'alphabet pamphylien provient des alphabets « bleu foncé » du nord-est du Péloponnèse.
| Caractères pamphyliens        | Α | Β |   | Δ | Ε     | F   |     | Η      | Θ  | Ι    | ΙΙ  | Κ | Λ | Μ |   |    | Ο     | Π | Ρ | Σ | Τ | Υ | Φ  | +  | Ω  |   |     |
| Majuscules grecques communes  | Α | Β | Γ | Δ | Ε, Η  | (Ϝ) | Ζ   | ῾ (Η)  | Θ  | Ι    | Ι   | Κ | Λ | Μ | Ν | Ξ  | Ο, Ω  | Π | Ρ | Σ | Τ | Υ | Φ  | Χ  | Ω  | Ͷ | Ͳ   |
| Minuscules grecques communes  | α | β | γ | δ | ε, ε̄  | ϝ   | ζ   | h (η)  | θ  | ι    | ιι  | κ | λ | μ | ν | ξ  | ο, ō  | π | ρ | σ | τ | υ | φ  | χ  | ω  | и | ͳ   |
| Translittération phonique IPA | a | b | g | d | e, ɛ: | v   | sd? | h (ɛ:) | tʰ | i, j | i:ʲ | k | l | m | n | ks | o, ɔ: | p | r | s | t | y | pʰ | kʰ | ɔ: | w | ss? |

L'alphabet pamphylien utilisait à la fois le digamma pamphylien original (Ͷ) et un digamma standard (Ϝ). On a supposé que le son original /w/ dans certains environnements (après les voyelles) était représenté par Ͷ ; là où le son était devenu labiodental /v/ dans le dialecte pamphylien, il était représenté par Ϝ. Parfois, Ͷ remplaçait également beta. L'alphabet pamphylien est né d'un processus de sélection, d'adaptation et de refonctionnalisation d'un modèle du nord-est du Péloponnèse. Cette région, étroitement liée à la Pamphylie par des liens mythologiques et historiques, utilisait des alphabets bleu foncé de Corinthe à Argos, influencés par d'autres centres du Péloponnèse comme Sparte. L'utilisation de <Ͷ> a décliné au IVe siècle mais a persisté jusqu'à la fin de la période hellénistique pour des raisons socioculturelles. Le corpus doctrinae du Péloponnèse du Nord-Est, qui englobe les alphabets de la région, comportait déjà des éléments de l'alphabet pamphylien. <Ϝ> représentait l'approximant postérieur et <Ͷ> était lié à la lettre pour /b/ à Corinthe, représentant peut-être aussi /w/. Lorsque ce système atteignit l'Anatolie, il devint l'alphabet pamphylien par interaction avec les alphabets anatoliens et les changements phonétiques du dialecte pamphylien. Cela a entraîné l'utilisation variable de <Ͷ>, <Ϝ> et <B> pendant les périodes classique et hellénistique, ce qui a conduit à un chevauchement de leurs valeurs phonétiques.
Il existe aussi un sampi (Ͳ) de type psi, utilisé probablement pour représenter les sons /s/, /ss/ ou /ps/.
Un élément remarquable dans les textes pamphyliens sont les doubles iotas, où le premier iota désigne un son /i/ et le second un glissement /j/.
Le signe Η représente généralement un son /h/ (respiration difficile) ; il est rarement utilisé, dans quelques inscriptions tardives, pour représenter la voyelle grecque classique eta (/ɛ:/ ou /i:/).
Eustathe, citant Héraclide, affirme que les Pamphyliens « aimaient tellement le son /b/ qu'ils y mettaient souvent des b » ; par exemple, au lieu d'aëlios (« Soleil »), ils disaient babelios. Et l'Etymologicum Magnum avance qu'ils avaient tendance à avaler les sons /s/ et à les prononcer comme un son « poilu » (δασύς), c'est-à-dire une respiration rauque : au lieu de mousika, ils disaient mōˁika. (On peut comparer un phénomène similaire dans les langues anatoliennes, où, par exemple, le mot milyen masa, « dieu », est un homologue plus ancien du lycien maha.)
Une inscription de Pergé datée d'environ 400 av. J.-C. : Preiiāi Klemutas Lvaramu Wasirvōtas anethēke ("Klemutas le wasirvotas, fils de Lvaramos, dédia ceci à la reine de Pergé").
En Pamphylie orientale, les cités pamphyliennes de Sidé et de Lyrbe-Séléoucie utilisaient une autre langue et une autre écriture, appelées sidériques.